# Боровое (Алтайский край)
Боровое — село в Крутихинском районе Алтайского края России. Административный центр Боровского сельсовета.

## История
Боровое было основано в 1932 году.

## География
Село расположено в северной части Алтайского края, на левом берегу реки Масляхи, на расстоянии примерно 5 километров (по прямой) к северо-западу от села Крутиха, административного центра района. К востоку от села находится Новосибирское водохранилище.

Климат континентальный, средняя температура января составляет −19,3 °C, июля — 18,9 °C. Годовое количество атмосферных осадков — 320—360 мм.

## Население
| 1997 | 1998 | 1999 | 2000 | 2001 | 2002 | 2003 |
| ---- | ---- | ---- | ---- | ---- | ---- | ---- |
| 475  | ↗486 | ↘476 | ↗493 | ↘491 | ↘482 | ↘474 |
| 2004 | 2005 | 2006 | 2007 | 2008 | 2009 | 2010 |
| ↘467 | ↘445 | ↗461 | ↘453 | ↘433 | ↗445 | ↘405 |
| 2011 | 2012 | 2013 |      |      |      |      |
| ↘400 | ↘396 | ↘388 |      |      |      |      |

Согласно результатам переписи 2002 года, в национальной структуре населения русские составляли 93 %.

## Инфраструктура
В селе функционируют основная общеобразовательная школа, фельдшерско-акушерский пункт, библиотека и отделение Почты России.

## Улицы
Уличная сеть села состоит из 6 улиц.